# Démographie de la Drôme
La démographie de la Drôme est caractérisée par une faible densité et une population en forte croissance depuis les années 1950.
Avec ses 521 432 habitants en 2022, le département français de la Drôme se situe en 52e position sur le plan national.
En six ans, de 2015 à 2021, sa population s'est accrue de près de 14 900 unités, c'est-à-dire de plus ou moins 2 500 personnes par an. Mais cette variation est différenciée selon les 363 communes que comporte le département.
La densité de population de la Drôme, 79,9 habitants par kilomètre carré en 2022, est inférieure à celle de la France entière qui est de 107,1 hab./km2 pour la même année.

## Évolution démographique du département de la Drôme
Le département a été créé par décret du 4 mars 1790. Il comporte alors sept districts (Romans, Valence, Die, Buis, Montélimar, Crest, Orange) et 65 cantons. Le premier recensement sera réalisé en 1791 et ce dénombrement, reconduit tous les cinq ans à partir de 1821, permettra de connaître plus précisément l’évolution des territoires.
Avec 299 556 habitants en 1831, le département représente 0,92 % de la population française, qui est alors de 32 569 000 habitants. De 1831 à 1866, il va gagner 24 675 habitants, soit une augmentation de 0,24 % moyen par an, égal au taux d’accroissement national de 0,48 % sur cette même période.
L’évolution démographique entre la Guerre franco-prussienne de 1870 et la Première Guerre mondiale est négative. Sur cette période, la population perd 29 523 habitants, soit une baisse de -9,21 % alors qu’elle croît de 10 % au niveau national. La population gagne 1,43 % pour la période de l’entre-deux guerres courant de 1921 à 1936 parallèlement à une croissance au niveau national de 6,9 %.
À l'instar des autres départements français, le Drôme va ensuite connaître une explosion démographique après la Deuxième Guerre mondiale. Le taux d’accroissement démographique entre 1946 et 2018 est de 92 % alors qu’il n'est que de 61 % au niveau national.
En 2022, le département comptait 521 432 habitants, en évolution de +2,64 % par rapport à 2016 (France hors Mayotte : +2,11 %).
| 1791    | 1801    | 1806    | 1821    | 1826    | 1831    | 1836    | 1841    | 1846    |
| ------- | ------- | ------- | ------- | ------- | ------- | ------- | ------- | ------- |
| 246 687 | 235 357 | 253 502 | 273 511 | 285 791 | 299 556 | 305 499 | 311 551 | 320 075 |

| 1851    | 1856    | 1861    | 1866    | 1872    | 1876    | 1881    | 1886    | 1891    |
| ------- | ------- | ------- | ------- | ------- | ------- | ------- | ------- | ------- |
| 326 846 | 324 760 | 326 684 | 324 231 | 320 417 | 321 756 | 313 763 | 314 615 | 306 419 |

| 1896    | 1901    | 1906    | 1911    | 1921    | 1926    | 1931    | 1936    | 1946    |
| ------- | ------- | ------- | ------- | ------- | ------- | ------- | ------- | ------- |
| 303 491 | 297 321 | 297 270 | 290 894 | 263 509 | 263 750 | 267 080 | 267 281 | 268 233 |

| 1954    | 1962    | 1968    | 1975    | 1982    | 1990    | 1999    | 2006    | 2011    |
| ------- | ------- | ------- | ------- | ------- | ------- | ------- | ------- | ------- |
| 275 280 | 304 227 | 342 891 | 361 847 | 389 781 | 414 072 | 437 778 | 468 608 | 487 993 |

| 2016    | 2021    | 2022    | - | - | - | - | - | - |
| ------- | ------- | ------- | - | - | - | - | - | - |
| 508 006 | 519 458 | 521 432 | - | - | - | - | - | - |

## Population par divisions administratives

### Arrondissements
Le département de la Drôme comporte trois arrondissements. La population se concentre principalement sur l'arrondissement de Valence, qui recense 57 % de la population totale du département en 2022, avec une densité de 197,5 hab./km2, contre 29 % pour l'arrondissement de Nyons et 13 % pour celui de Die.
| Arrondissement  | Population(2022) | Variation(2022/2016)                       | Superficie(km2) | Densité(hab./km2) |
| --------------- | ---------------- | ------------------------------------------ | --------------- | ----------------- |
| Valence         | 299 411          | en évolution de +2,22 % par rapport à 2016 | 1 516,3         | 197,5             |
| Nyons           | 153 056          | en évolution de +3,38 % par rapport à 2016 | 2 478,1         | 61,8              |
| Die             | 68 965           | en évolution de +2,88 % par rapport à 2016 | 2 535,6         | 27,2              |
| Source : Insee. |                  |                                            |                 |                   |

### Communes de plus de5 000 habitants
Sur les 363 communes que comprend le département de la Drôme, 48 ont en 2021 une population municipale supérieure à 2 000 habitants, 19 ont plus de 5 000 habitants et six ont plus de 10 000 habitants : Valence, Montélimar, Romans-sur-Isère, Bourg-lès-Valence, Pierrelatte et Portes-lès-Valence.
Les évolutions respectives des communes de plus de 5 000 habitants sont présentées dans le tableau ci-après.
| Commune                   | Population(2022) | Variation(2022/2016)                        | Superficie(km2) | Densité(hab./km2) |
| ------------------------- | ---------------- | ------------------------------------------- | --------------- | ----------------- |
| Valence                   | 64 288           | en évolution de +2,9 % par rapport à 2016   | 36,69           | 1 752,2           |
| Montélimar                | 40 356           | en évolution de +4,3 % par rapport à 2016   | 46,81           | 862,1             |
| Romans-sur-Isère          | 33 139           | en évolution de −0,51 % par rapport à 2016  | 33,08           | 1 001,8           |
| Bourg-lès-Valence         | 19 872           | en évolution de −1,03 % par rapport à 2016  | 20,3            | 978,9             |
| Pierrelatte               | 13 909           | en évolution de +4,69 % par rapport à 2016  | 49,56           | 280,6             |
| Portes-lès-Valence        | 10 369           | en évolution de −0,73 % par rapport à 2016  | 14,43           | 718,6             |
| Bourg-de-Péage            | 9 777            | en évolution de −6,87 % par rapport à 2016  | 13,71           | 713,1             |
| Livron-sur-Drôme          | 9 272            | en évolution de +1,91 % par rapport à 2016  | 39,52           | 234,6             |
| Saint-Paul-Trois-Châteaux | 8 776            | en évolution de −2,77 % par rapport à 2016  | 22,04           | 398,2             |
| Crest                     | 8 712            | en évolution de +3,96 % par rapport à 2016  | 23,38           | 372,6             |
| Saint-Rambert-d'Albon     | 6 947            | en évolution de +8,21 % par rapport à 2016  | 13,41           | 518               |
| Chabeuil                  | 6 860            | en évolution de −0,29 % par rapport à 2016  | 41,07           | 167               |
| Nyons                     | 6 794            | en évolution de +0,77 % par rapport à 2016  | 23,45           | 289,7             |
| Loriol-sur-Drôme          | 6 584            | en évolution de +0,35 % par rapport à 2016  | 28,66           | 229,7             |
| Saint-Marcel-lès-Valence  | 6 214            | en évolution de +0,21 % par rapport à 2016  | 15,05           | 412,9             |
| Chatuzange-le-Goubet      | 6 375            | en évolution de +17,77 % par rapport à 2016 | 28,24           | 225,7             |
| Tain-l'Hermitage          | 5 890            | en évolution de −4,91 % par rapport à 2016  | 4,85            | 1 214,4           |
| Donzère                   | 5 981            | en évolution de +4,22 % par rapport à 2016  | 32,06           | 186,6             |
| Étoile-sur-Rhône          | 5 497            | en évolution de +1,57 % par rapport à 2016  | 42,79           | 128,5             |
| Source : Insee.           |                  |                                             |                 |                   |

## Structures des variations de population

### Soldes naturels et migratoires depuis 1968
La variation moyenne annuelle sur 50 années est positive et stable à 1 % en moyenne.
Le solde naturel annuel qui est la différence entre le nombre de naissances et le nombre de décès enregistrés au cours d'une même année, est positif mais a baissé, passant de 0,5 à 0,1 %. La baisse du taux de natalité, qui passe de 16,2 à 10,8 ‰, n'est en fait pas compensée par une baisse suffisante du taux de mortalité, qui parallèlement passe de 10,9 à 9,5 ‰.
Le flux migratoire est positif sur toute la période et en croissance, passant de 0,2 à 0,4 %.
| Indicateurs démographiques                       | 1968 à1975 | 1975 à1982 | 1982 à1990 | 1990 à1999 | 1999 à2010 | 2010 à2015 | 2015 à2021 |
| ------------------------------------------------ | ---------- | ---------- | ---------- | ---------- | ---------- | ---------- | ---------- |
| Variation annuelle moyenne de la population en % | 0,8        | 1,1        | 0,8        | 0,6        | 0,9        | 0,8        | 0,5        |
| - due au solde naturel en %                      | 0,5        | 0,3        | 0,4        | 0,3        | 0,4        | 0,3        | 0,1        |
| - due au solde apparent des entrées sorties en % | 0,2        | 0,7        | 0,3        | 0,3        | 0,6        | 0,5        | 0,4        |
| Taux de natalité en ‰                            | 16,2       | 13,6       | 13,8       | 12,6       | 12,4       | 12,1       | 10,8       |
| Taux de mortalité en ‰                           | 10,9       | 10,2       | 9,5        | 9,1        | 8,8        | 8,7        | 9,5        |
| Source : Insee.                                  |            |            |            |            |            |            |            |

### Mouvements naturels sur la période 2014-2022
En 2014, 5 965 naissances ont été dénombrées contre 4 388 décès. Le nombre annuel des naissances a diminué depuis cette date, passant à 5 276 en 2022, indépendamment à une augmentation, mais relativement faible, du nombre de décès, avec 5 401 en 2022. Le solde naturel est ainsi négatif et diminue, passant de 1 577 à -125.
Pour des raisons techniques, il est temporairement impossible d'afficher le graphique qui aurait dû être présenté ici.

## Densité de population
La densité de population est en augmentation continue.
En 2021, la densité était de 79,6 hab./km2.
| 1968 |  | 52.5 |  |

| 1975 |  | 55.4 |  |

| 1982 |  | 59.7 |  |

| 1990 |  | 63.4 |  |

| 1999 |  | 67.0 |  |

| 2010 |  | 74.2 |  |

| 2015 |  | 77.3 |  |

| 2021 |  | 79.6 |  |

## Répartition par sexes et tranches d'âges
La population du département est plus âgée qu'au niveau national.
En 2021, le taux de personnes d'un âge inférieur à 30 ans s'élève à 33,1 %, soit en dessous de la moyenne nationale (35,1 %). À l'inverse, le taux de personnes d'âge supérieur à 60 ans est de 28,9 % la même année, alors qu'il est de 26,6 % au niveau national.
En 2021, le département comptait 251 734 hommes pour 267 724 femmes, soit un taux de 51,54 % de femmes, légèrement inférieur au taux national (51,61 %).
Les pyramides des âges du département et de la France s'établissent comme suit.
| Hommes | Classe d’âge | Femmes |
| ------ | ------------ | ------ |
| 0,8    | 90 ou +      | 2      |
| 8      | 75-89 ans    | 10,3   |
| 17,9   | 60-74 ans    | 18,7   |
| 20,3   | 45-59 ans    | 19,9   |
| 18     | 30-44 ans    | 18     |
| 16,2   | 15-29 ans    | 14,2   |
| 18,9   | 0-14 ans     | 17     |

| Hommes | Classe d’âge | Femmes |
| ------ | ------------ | ------ |
| 0,7    | 90 ou +      | 1,9    |
| 7,0    | 75-89 ans    | 9,5    |
| 16,6   | 60-74 ans    | 17,5   |
| 20,0   | 45-59 ans    | 19,5   |
| 18,8   | 30-44 ans    | 18,3   |
| 18,3   | 15-29 ans    | 16,7   |
| 18,6   | 0-14 ans     | 16,7   |

## Répartition par catégories socioprofessionnelles
La catégorie socioprofessionnelle des retraités est surreprésentée par rapport au niveau national. Avec 29,6 % en 2021, elle est 2,8 points au-dessus du taux national (26,8 %). La catégorie socioprofessionnelle des cadres et professions intellectuelles supérieures est quant à elle sous-représentée par rapport au niveau national. Avec 7,5 % en 2021, elle est 2,6 points en dessous du taux national (10,1 %).
| Catégorie socioprofessionnelle                    | 2015    | 2015 | 2021    | 2021 | Détails de l'année 2021 | Détails de l'année 2021 | Détails de l'année 2021            | Détails de l'année 2021            | Détails de l'année 2021            |
| Catégorie socioprofessionnelle                    | Nb      | %    | Nb      | %    | Hommes                  | Femmes                  | Part en % de la population âgée de | Part en % de la population âgée de | Part en % de la population âgée de |
| Catégorie socioprofessionnelle                    | Nb      | %    | Nb      | %    | Hommes                  | Femmes                  | 15 à 24 ans                        | 25 à 54 ans                        | 55 ans ou +                        |
| ------------------------------------------------- | ------- | ---- | ------- | ---- | ----------------------- | ----------------------- | ---------------------------------- | ---------------------------------- | ---------------------------------- |
| Agriculteurs exploitants                          | 5 560   | 1,4  | 5 063   | 1,2  | 3 856                   | 1 206                   | 0,3                                | 1,7                                | 0,9                                |
| Artisans, commerçants, chefs d'entreprise         | 17 911  | 4,4  | 19 218  | 4,5  | 13 558                  | 5 660                   | 1,0                                | 7,3                                | 2,6                                |
| Cadres et professions intellectuelles supérieures | 28 495  | 6,9  | 32 189  | 7,5  | 18 635                  | 13 553                  | 1,2                                | 13,1                               | 3,6                                |
| Professions intermédiaires                        | 57 529  | 14,0 | 62 516  | 14,6 | 29 450                  | 33 067                  | 8,9                                | 25,3                               | 5,3                                |
| Employés                                          | 63 408  | 15,5 | 62 949  | 14,7 | 14 461                  | 48 489                  | 16,1                               | 22,7                               | 6,1                                |
| Ouvriers                                          | 56 543  | 13,8 | 56 183  | 13,1 | 42 137                  | 14 045                  | 15,5                               | 20,5                               | 4,9                                |
| Retraités                                         | 121 631 | 29,7 | 126 897 | 29,6 | 58 452                  | 68 445                  | 0,0                                | 0,1                                | 68,5                               |
| Autres personnes sans activité professionnelle    | 59 109  | 14,4 | 63 113  | 14,7 | 24 224                  | 38 890                  | 57,1                               | 9,2                                | 8,0                                |
| Ensemble                                          | 410 184 | 100  | 428 128 | 100  | 204 774                 | 223 354                 | 100                                | 100                                | 100                                |
| Sources : Insee,.                                 |         |      |         |      |                         |                         |                                    |                                    |                                    |